# Lepturges kawensis
Lepturges kawensis es una especie de escarabajo longicornio del género Lepturges, categorizada en la tribu Acanthocinini, de la subfamilia Lamiinae. Fue descrita por J.-P. Roguet en 2022.

## Descripción
Mide 4,31-5 mm de longitud.

## Distribución
Se distribuye por Guayana Francesa.